# وحید اکبرزاده
وحید اکبرزاده (متولد ۲۲ آذر ۱۳۵۲ تهران) سرمربی تیم ملی پرورش اندام ایران است.

## زندگی‌نامه
وحید اکبرزاده از سال ۱۳۶۹ از کشتی به پرورش اندام روی آورد و از سال ۱۳۷۰ پا به عرصهٔ مسابقات گذاشت و در مسابقات باشگاهی حضور داشت. وی در سالهای ۱۳۸۰ و ۱۳۷۹ توانست در مسابقات انتخابی تیم ملی در وزن ۷۰ کیلوگرم مقام اول را کسب کند و سال ۱۳۸۰ در وزن ۶۵ کیلوگرم به تیم ملی دعوت شد.
اکبرزاده از سال ۱۳۸۵ به حرفه مربیگری پرداخت و در همان سال توانست مقام اول مربیگری باشگاه‌های تهران را کسب کند و به عنوان مربی تهران در مسابقات کشوری انتخاب شد که در همان سال تیم تهران توانست به مقام قهرمانی در مسابقات بدنسازی و پرورش اندام کشور برسد و از آن سال به بعد به صورت مستمر تا سال ۱۳۹۱ تیمش هر سال قهرمان شد. وی از سال ۱۳۹۶ به عنوان سر مربی در تیم ملی بدنسازی و پرورش اندام ایران بوده و در این سالها در کنار مربیان توانسته تیم ملی ایران را به عنوان قهرمان آسیا و جهان معرفی کند.

## افتخارات
- نفر اول مسابقات پرورش اندام و بدنسازی انتخابی تیم ملی سال ۱۳۷۹ وزن ۷۰ کیلوگرم[نیازمند منبع]
- نفر سوم مسابقات پرورش اندام و بدنسازی انتخابی تیم ملی سال ۱۳۸۰ وزن ۶۵ کیلوگرم[نیازمند منبع]
- نفر اول مسابقات پرورش اندام و بدنسازی انتخابی تیم ملی سال ۱۳۸۰ وزن ۷۰ کیلوگرم[نیازمند منبع]
- مربیگری تیم پرورش اندام تهران در مسابقات کشوری سال اخذ مقام قهرمانی تیمی در سال‌های ۱۳۸۵٬۱۳۸۶٬۱۳۸۷٬۱۳۸۸٬۱۳۸۹٬۱۳۹۰٬۱۳۹۱ به صورت مستمر
- بهترین مربی ۲۰۱۶ فدراسیون ifbb[۳]

### افتخارات در سمت مربی و سرمربی
- مسابقات آسیایی گوانجو چین در سال ۲۰۱۲ و کسب مقام اول قهرمانی تیم
- مسابقات قهرمانی جهان بانکوک تایلند در سال ۲۰۱۲ و کسب مقام اول تیم و قهرمانی جهان
- مابقات جهانی برزیل در سال ۲۰۱۴ و کسب مقام دوم قهرمانی تیم
- مسابقات آسیایی سریلانکا در سال ۲۰۱۴ و کسب مقام اول قهرمانی تیم
- مسابقات آسیایی ژاپن در سال ۲۰۱۵ و کسب مقام اول قهرمانی تیم
- مسابقات آسیایی پکن چبن در سال ۲۰۱۶ و کسب مقام اول قهرمانی تیم
- بهترین مربی جهان از نظر فدراسیون ifbb در سال ۲۰۱۶
- مسابقات آسیایی مغولستان در سال ۲۰۱۷ و کسب مقام اول قهرمانی تیم
- مسابقات جهانی اسپانیا در سال ۲۰۱۷ و کسب مقام اول قهرمانی تیم

### سرمربیگری تیم ملی
- مسابقات آسیایی مغولستان در سال ۲۰۱۸ و کسب مقام اول قهرمانی تیم
- مسابقات جهانی اسپانیا در سال ۲۰۱۸ و کسب مقام اول قهرمانی تیم
- مسابقات آسیایی چین در سال ۲۰۱۹ و کسب مقام اول قهرمانی تیم
- مسابقات جهانی اسپانیا در سال ۲۰۱۹ و کسب مقام اول قهرمانی تیم[۴][۵][۶]
- حضور در مسابقات تونس به عنوان مربی و کسب ۶ کارت پرو حرفه‌ای در سال ۲۰۲۱
- حضور در مسابقات ماسل فست و کسب سهمیه مستر المپیا ۲۰۲۲
- کسب دو سهمیه مستر المپیا توسط جعفر غفار نژاد و علی فولاند در سال ۲۰۲۲
- حضور به عنوان اولین مربی ایرانی در مسابقات مستر المپیا لاس وگاس در سال ۲۰۲۲
- شرکت در مسابقات آرنولد کلاسیک ۲۰۲۳ برزیل و کسب سهمیه مستر المپیا  ۲۰۲۳ اورلاندو آمریکا